# Orpa
Orpa, a.s. (akronym ze slov Orlické papírny) je podnik se sídlem v Lanškrouně. Zabývá se zpracováním papíru již od svého vzniku v 19. století.

## Historie
Základní kámen papírenské výroby v Lanškrouně položil v roce 1884 německý podnikatel Pam, který otevřel výrobnu jednoduchých papírových dutinek používaných v textilním průmyslu. Firma byla později pojmenována Pam & Co. a v širokém okolí byla lidově nazývána Pakovka. S rozvojem textilního průmyslu v Rakousko-Uhersku se rozvíjela i firma Pam & Co.